# King Sound
Ne doit pas être confondu avec King George Sound.
Le Kind Sound est un golfe de l'océan Indien formé par la côte nord-ouest du Kimberley, au nord de l'Australie-Occidentale.